# Antonio Barzaghi-Cattaneo
Antonio Barzaghi-Cattaneo né en 1834 à Lugano (canton du Tessin) et mort à Paradiso (canton du Tessin) en 1922 est un peintre suisse.

## Biographie

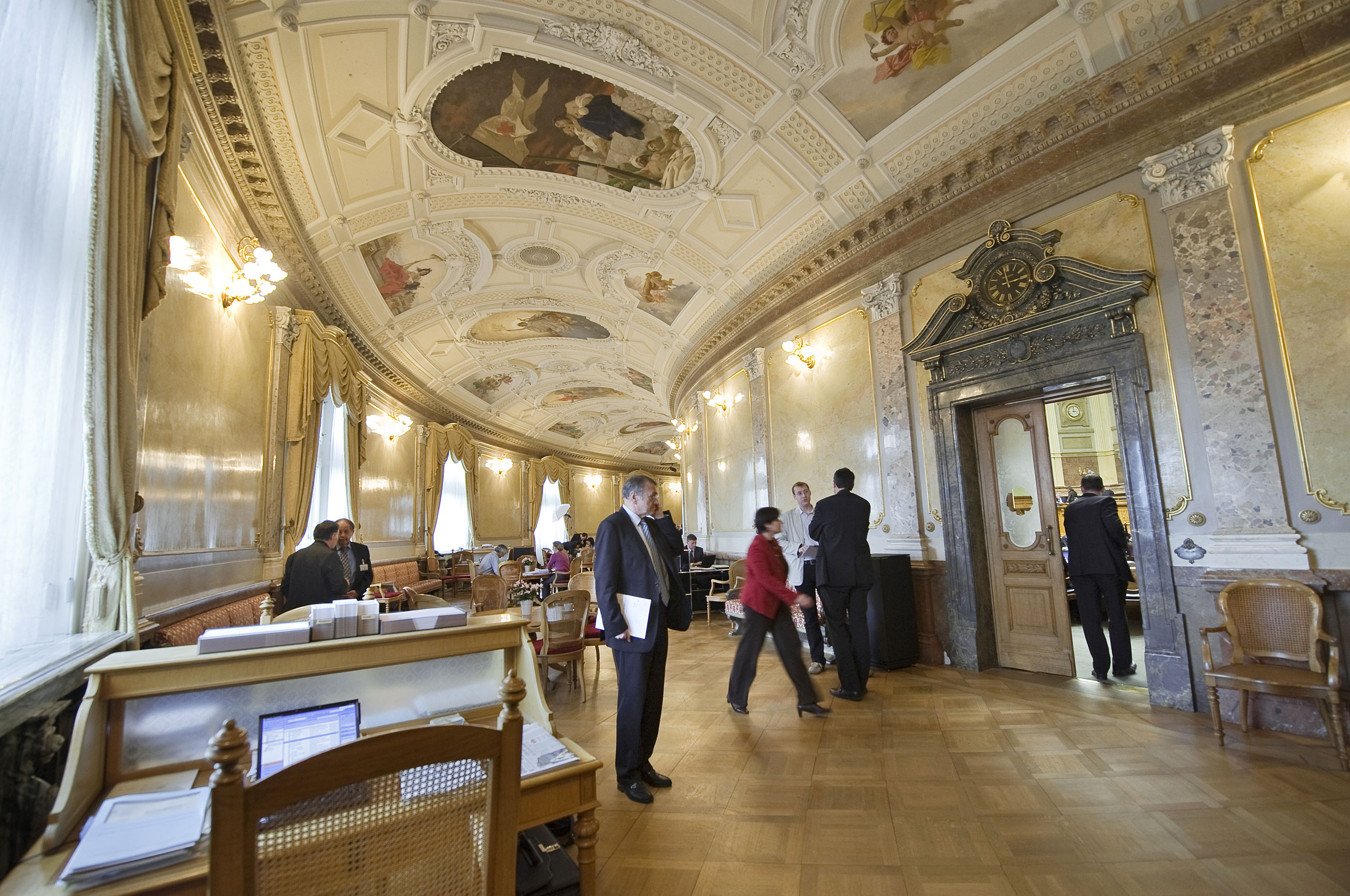
La salle des pas perdus du Palais fédéral de Genève.

Fils d'Antonio et de Carlotta Taddei de Lugano, Antonio Barzaghi est élève des pères somasques à Lugano, puis fréquente l'école communale de dessin, avant d'intégrer de 1856 à 1863 l'Académie des beaux-arts de Brera à Milan. Il fait son voyage d'étude à Florence et à Venise. Dans ses débuts, il obtient du succès avec des scènes de genre et des portraits, puis il réalise des fresques. 
Choisit pour décorer le plafond de la salle des pas perdus du Palais fédéral de Berne, une salle de forme courbe de 44 mètres de long, il peint au plafond des figures allégoriques représentant les vertus les plus importantes devant être celles d'un État.
En 1885, il expose en section Dessin, à la première Exposition internationale de blanc et noir à Paris et remporte le prix d'honneur (médaille d'or). En 1887, il expose au Salon de Paris et loge à cette époque parisienne au 7, rue Alfred-Stevens. Antonio Barzaghi-Cattaneo épouse Giuseppa Jäger. Il voyage en 1887 et en 1895 dans différentes villes ainsi qu'en Angleterre. L'homme autant que l'artiste était apprécié à l'étranger, mais moins dans son pays[pourquoi ?]. Il était franc-maçon et avait des idées révolutionnaires, son art restant académique. 
Il est membre de la commission fédérale des beaux-arts de 1906 à 1908.

## Œuvres dans les collections publiques
- Bâle, Musées de Bâle.
- Berne, Palais fédéral, plafond : 
  - La Justice ;
  - La Sagesse ;
  - Le Patriotisme ;
  - La Prospérité ;
  - La Charité ;
  - La Vérité.

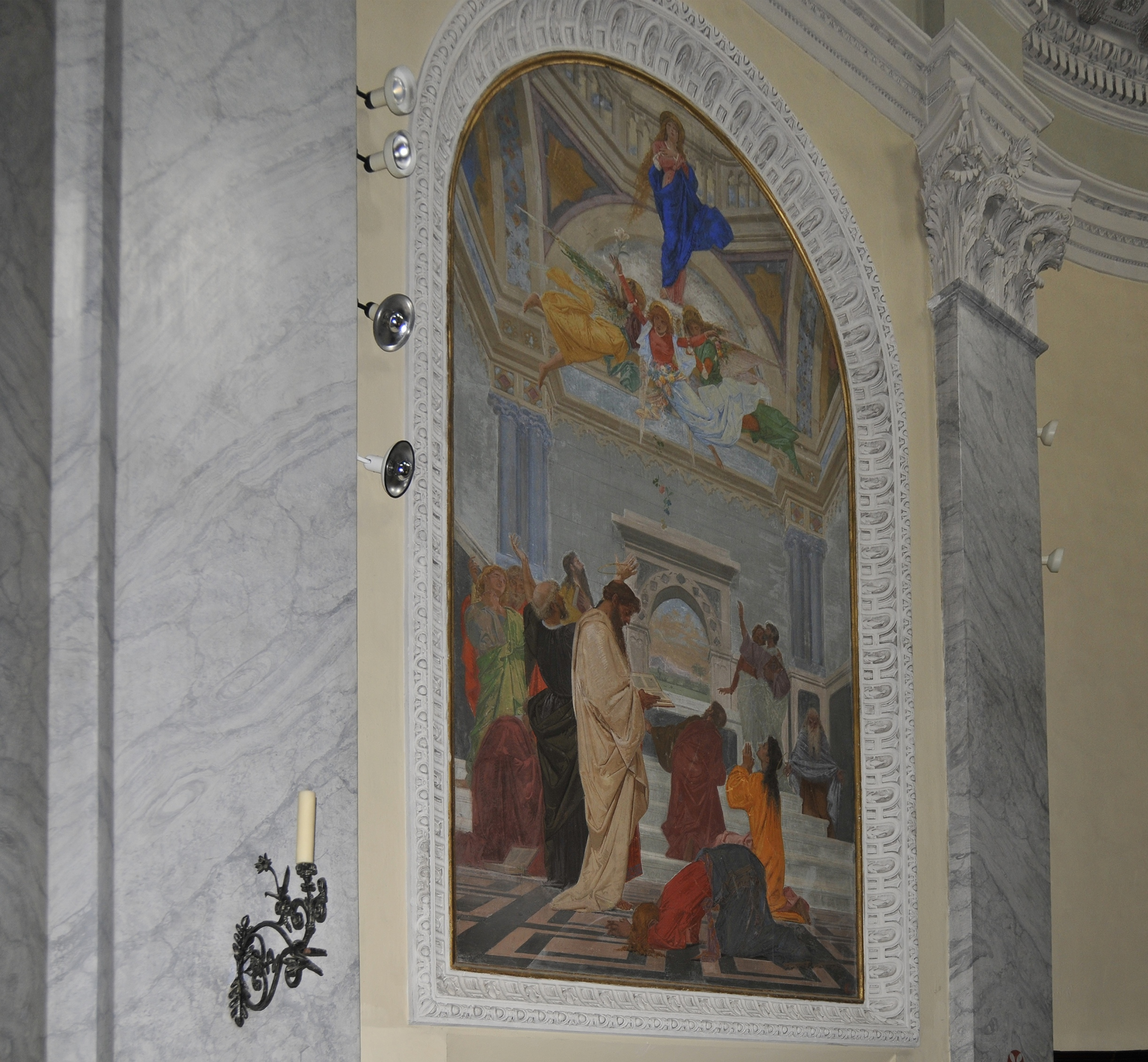
Assomption de la Vierge, Bioggio, église Saint-Maurice.

- Horgen, temple réformé, fresques :
  - Moïse descendant du Sinaï avec les tables de la Loi, 1875 ;
  - Sermon sur la montagne, 1875.
- Lucerne, Hôtel national : Bacchus et Ariane, 1872, fresque.
- Lugano :
  - musée cantonal d'Art de Lugano : Adam de Camogaco tue landfoglo de Guardaval, 1880, huile sur toile, 305 × 228 cm.
  - musée civique des beaux-arts : Le Téméraire, 1884.
  - Poste : figures allégoriques, 1911.
- Trieste, église Saint-Spiridon : Saints, 1867, fresques.

## Salons
- 1879, Salon d'Automne à Paris.
- 1887, Salon de Paris : Portrait de femme.

## Expositions
- 1879, Exposition nationale de Bâle : Giorgio Jenatsch la libération de réfléchir à la patrie.
- 1885 : Exposition internationale de blanc et noir à Paris, section Dessin (médaille d'or).

## Élèves
- Luigi Monteverde (1841-1923), en 1870.